# Eskilssönernas ätt
Eskilssönernas ätt är ett konventionellt släktnamn på en medeltida frälsesläkt som i vapnet förde en sparre över blad, vilken ibland också kallas Välingesläkten eller Välingeätten, men denna ätt är inte identisk med den äldre Välingeätten vilken förde ett annat vapen. Ätten utdog innan Sveriges Riddarhus grundades 1625, varför den aldrig introducerades där som adelsätt.
De två äldsta kända släktmedlemmarna var två bröder Jöns Eskilsson och Tyke Eskilsson. 
Av dessa nämns Jöns Eskilsson i handlingarna 1373—1400. Han var med bland dem, som i brev från Nyköping 20 maj 1388 inkallade drottning Margareta och avgav trohetsförsäkran till henne samt deltog i Nyköpings möte 20 september 1396. Han nämnes som väpnare ännu 10 februari 1397, men som riddare 22 maj 1398, varför han förmodligen erhållit riddarslaget vid Erik av Pommerns kröning i Kalmar 17 juni 1397. Herr Jöns uppräknas som medlem av kung Eriks unionsråd råd 1 september 1398. Jöns Eskilsson var 1397 gift med Ingeborg Bengtsdotter (örnfot). Han hade en dotter, Magdalena Jönsdotter, som blev gift med danske väpnaren i Halland Torkel Pedersen i danska Braheätten vars dotter i ett annat gifte blev stammor för svenska Braheätten.
Hans bror Tyke Eskilsson är föga känd, nämnd i brev 1379 där han är medsigillant här, med en bild med deras sigill där hans och brodern Jöns Eskilssons vapen, sparre över blad bekräftas.  och fråndömes samtidigt med brodern gods vid räfsteting i Västergötland 1397. Han var gift med Gunhild Torkelsdotter (Barun) och hade barnen Torkel Barun, Jöns Tykesson (levde troligen 1444), Nils Tykesson (nämnd 1414—33), lagman i Värmland, Elin, som blev birgittinsyster i Vadstena 1411 och dog 1448, samt sannolikt Kristina, gift med danske väpnaren Niels Jensen Loupose och därigenom mödernestammor till ätten Posse. Lagmannen Nils äktade 1414 Ingeborg Björnsdotter (Vinge). 
Efter värmlandsgården Välinge har Tyke Eskilssons släktgren kallats Välingesläkten. Den torde ha utdött på manssidan med Torkel Baruns son väpnaren Nils Barun, som levde ännu 1489; denne hade två systrar. Lagmannen Nils Tykesson hade dottern Estrid Nilsdotter, gift med norska riksrådet, riddaren Erik Sämundsson (Skunk), vilkas dotter Ingeborg Eriksdotter i sin tur äktade riksrådet Jöns Knutsson (Tre Rosor).
Tidigare antaganden av Nils Gabriel Djurklou och Claes Annerstedt att Väsbyätten ingick i Eskilssönernas ätts (yngre Välingesläkten) stamtavla har tillbakavisats av Bengt Hildebrand.

## Kända medlemmar
- Tyke Eskilsson (Välingeätten)
- Hans son Jöns Tykesson (Välingeätten)
- Dottern Kristina Tykesdotter (Välingeätten) som var gift med Niels Jensen Loupose och mor till Jöns Lage Posse (stamfader för ätten Posse).